# ルテル・ラウララ
ルテル・ラウララ（Luteru Laulala、1995年5月30日 - ）は、JAPAN RUGBY LEAGUE ONE浦安D-Rocksに所属するラグビーユニオンの選手。

## プロフィール
- ニュージーランド・クライストチャーチ出身。
- ポジションはスタンドオフ(SO)、ウィング(WTB)、センター(CTB)、フルバック(FB)。
- 身長 178cm、体重 90kg
- 兄のケイシー（英語版）とネポもともにラグビー選手[1]。
- U20サモア代表・U20ニュージーランド代表共に選ばれたことがある[2]。

## 略歴
カンダベリー、カウンティーズ・マヌカウ、チーフスを経て、2018年、NTTコミュニケーションズシャイニングアークス(現・NTTコミュニケーションズ シャイニングアークス東京ベイ浦安)に加入。同年12月1日にジャパンラグビートップリーグ総合順位決定トーナメント1回戦ヤマハ発動機ジュビロ戦に先発出場で日本での公式戦初出場を果たす。
2019年、NTTコミュニケーションズシャイニングアークス退団後、カウンティーズ・マヌカウを経て、2021年、豊田自動織機シャトルズ愛知に加入。
2022年、横浜キヤノンイーグルスに加入。
2024年7月、浦安D-Rocksに入団。